# 小行星4423
小行星4423（4423 Golden）是一颗绕太阳运转的小行星，为主小行星带小行星。该小行星于1949年4月4日发现。

## 轨道参数
小行星4423的轨道半长轴为3.3859210 UA，离心率为0.093。